# Axymene
Axymene is een geslacht van weekdieren uit de klasse van de Gastropoda (slakken).

## Soorten
- Axymene aucklandicus (E. A. Smith, 1902)
- Axymene traversi (Hutton, 1873)